# Піта борнейська
Піта борнейська (Hydrornis baudii) — вид горобцеподібних птахів родини пітових (Pittidae).

## Назва
Видова назва baudii дана на честь Жана Кретьєна Бода (1789—1859), генерал-губернатора Голландської Ост-Індії у 1833—1836 роках.

## Поширення
Ендемік Калімантану. Мешкає в первинному і вторинному тропічному лісі з густим підліском на висоті до 1200 м над рівнем моря.

## Опис
Дрібний птах, завдовжки до 17 см, включаючи хвіст. Тіло масивне. Крила та хвіст короткі. Голова округла. Дзьоб довгий та міцний. У самця лоб, вершина голови і потилиця сині, горло біле, а решта голови синювато-чорна, такого ж кольору, як і верхня частина грудей та первинних криючих крил, уздовж яких проходить біла лінія. Крила і спина червонувато-коричневі, а живіт, хвіст і боки синьо-блакитні. У самиці блакитний колір є лише на хвості, тоді як решта тіла коричнева, темніша на голові, спині і крилах (де чорний колір криючих розбавлений білою смужкою), і світліша на горлі, грудях і животі. В обох статей дзьоб чорнуватий, очі карі, а ноги тілесного кольору.

## Спосіб життя
Трапляється поодинці. Активний вдень. Птах проводить більшу частину дня, рухаючись у гущі підліску в пошуках поживи. Живиться дощовими хробаками та равликами, рідше комахами та іншими дрібними безхребетними. Шлюбний сезон триває з березня по жовтень. Створює пари на один сезон. Яйцеподібне гніздо будує з гілочок переплетених рослинним матеріалом, розміщене на землі або на невеликій висоті серед кущів. Самиця відкладає 2-4 яєць.